# Cercetarea arheologică de salvare
Cercetarea arheologică de salvare s-a dezvoltat mai ales la începutul anilor 70, în special în Marea Britanie. A apărut ca necesitate în urma construcțiilor masive și a dezvoltării agriculturii, care au distrus o serie de situri arheologice.
În general în Europa, și în întreaga lume, siturile arheologice sunt protejate prin lege. Descoperirea unor vestigii cu ocazia unor lucrări de construcții sau în agricultură aduce cu sine stoparea lucrărilor respective și intervenția arheologilor pentru cercetarea vestigiilor respective. În cele mai multe cazuri, după ce are loc cercetarea arheologică se poate continua construcția sau alte activități. În România acest proces poartă numele de descărcare de sarcină istorică.
Respectivele lucrări arheologice se efectuează de muzee, universități sau uneori de firme private de arheologie de salvare. Arheologia de salvare a fost uneori criticată, deoarece cercetarea se efectuează în urma unor contracte cu termene limită, care afectează cercetarea științifică.